# کامرانیه شمالی
کامرانیه شمالی بخش شمالی محله کامرانیه در شمال تهران می‌باشد. گذر اصلی این محله، خیابان کامرانیه شمالی (بازدار) نام دارد که از چهارراه کامرانیه در جنوب آغاز و به خیابان نیاوران در شمال منتهی می‌شود.
کامرانیه شمالی از شمال با نیاوران، از جنوب با کامرانیه جنوبی، از شرق با فرمانیه و از غرب با دزاشیب همسایه است. این محله شامل خیابان کامرانیه شمالی (بازدار) و تمامی کوچه های منشعب از آن می باشد.